# Dannerkvinder
|  | Denne artikel er oprettet af botten Steenthbot ud fra en ekstern database. Den kan derfor have sproglige fejl eller mangler. Denne skabelon kan fjernes efter kontrol af indholdet. |

Dannerkvinder er en dansk dokumentarfilm fra 1980 instrueret af Anne Hjort og Anja Jochimsen.

## Handling
Filmen handler om Grevinde Danners Stiftelse i København. Gennem interviews med kvinder, der har arbejdet i huset, beskrives arbejdsgangen i huset, strukturen og økonomien og stedets funktion som både et aktivt kvindehus og krisecenter for voldsramte kvinder